# Euchaetes pollinia
Euchaetes pollinia là một loài bướm đêm thuộc phân họ Arctiinae, họ Erebidae.